# Castello di Donnafugata
Il castello di Donnafugata si trova nel territorio del comune di Ragusa, a circa 15 chilometri dalla città. L'attuale costruzione, al contrario di quanto il nome possa far pensare, è una sontuosa dimora nobiliare del tardo '800. La dimora sovrastava quelli che erano i possedimenti della ricca famiglia Arezzo De Spuches.
Fin dall'arrivo il castello rivela la sua sontuosità: l'edificio copre un'area di oltre 7500 metri quadrati su 3 piani in stile neogotico, coronata da due torri laterali accoglie i visitatori.

## Nome
Ci sono varie ipotesi sull'origine del nome "Donnafugata". Usualmente viene ricondotto ad un episodio leggendario, quale la fuga della regina Bianca di Navarra, vedova del re Martino I il Giovane e reggente del regno di Sicilia che venne imprigionata nel castello dal conte Bernardo Cabrera, che aspirava alla sua mano e, soprattutto, al titolo di re. In realtà la costruzione del castello è successiva alla leggenda. Secondo altri il nome è la libera interpretazione e trascrizione del termine arabo عين الصحة ʻAyn al-Ṣiḥḥat (Fonte della Salute) che in siciliano diviene Ronnafuata, da cui la denominazione attuale.. Ma è possibile avanzare un'ipotesi ulteriore, cioè che il nome della località possa fare riferimento a un tragico e doloroso episodio verificatosi in quel luogo, ovvero il possibile ritrovamento, in un imprecisato momento storico, di un corpo femminile deceduto per soffocamento ("donna affucata", cioè " donna soffocata" o "donna morta per soffocamento"). Il toponimo si ripete in un'altra località in provincia di Palermo. Inoltre, presso Scicli, esiste anche la borgata di Donnalucata (interpretata comunemente come "fonte delle ore").

## Storia

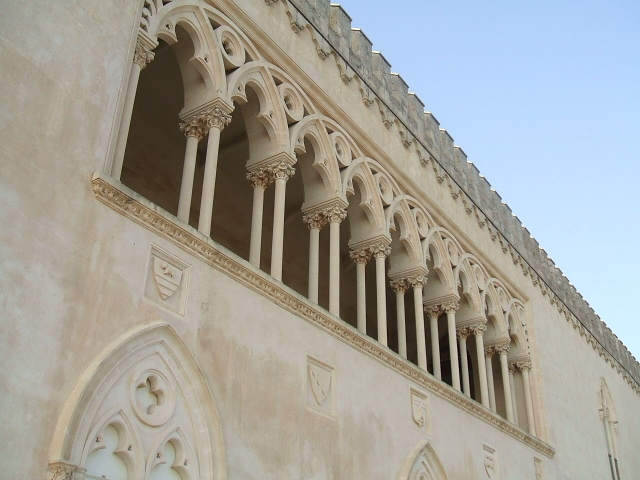
Loggia del castello.

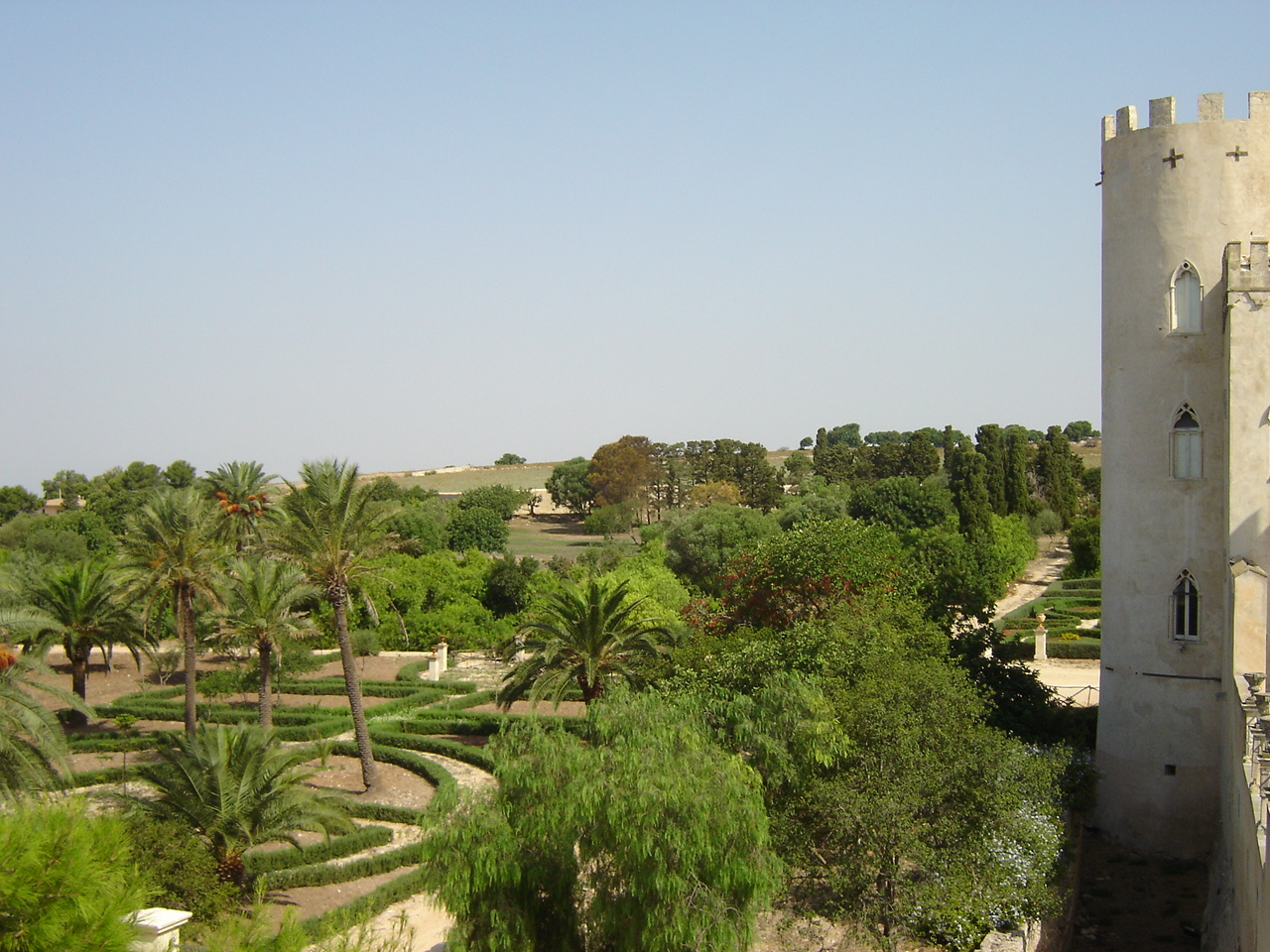
Scorcio del parco.

La prima costruzione del castello sembra dovuta ai Chiaramonte, conti di Modica nel XIV secolo, anche se si dice che sia stato edificato sulla vecchia struttura di una torre duecentesca. Nel XV secolo potrebbe essere stata una delle residenze di Bernardo Cabrera, all'epoca gran giustiziere del Regno di Sicilia, pur se si deve tener conto del fatto che tutti i dati riguardanti tale castello, precedenti il Settecento, ivi compresa la sua primitiva costruzione, sono solo il frutto della leggenda quattrocentesca, riguardante Bernardo Cabrera e Bianca di Navarra, e sono dati che non hanno alcun riscontro storico. Successivamente, il feudo Bellio-Cabrera di Donnafugata fu acquistato nel 1648 da Vincenzo Arezzo-La Rocca, già barone di Serri o Serre, che ne fece una masseria fortificata. Nel corso del tempo si trasformò in una casina neoclassica e in castello neogotico. La maggior parte della costruzione si deve nell'Ottocento al discendente, il barone Corrado Arezzo, eclettico uomo di studi e politico che inserì nella facciata principale, in stile neogotico, la bella loggia con gli eleganti archi trilobati.
Attraverso varie generazioni, giunse a Clementina Paternò di Manganelli, vedova del visconte Gaetano Combes de Lestrade. Infine, dopo anni di incuria ed abbandono, nel 1982 venne acquistato dal Comune di Ragusa che, dopo lunghi lavori di restauro lo ha reso nuovamente fruibile.

## Interni
Il castello, diviso su tre piani, conta oltre 120 stanze di cui una ventina sono oggi fruibili ai visitatori; vi si accede mediante una grande scalinata monumentale in pietra-pece (tipica della zona ragusana ricca di bitume e olio minerale). Visitando le stanze che contengono ancora gli arredi ed i mobili originali dell'epoca, sembra quasi di fare un salto nel passato, nell'epoca degli ultimi "gattopardi". Ogni stanza era arredata con gusto diverso ed aveva una funzione diversa. Da ricordare la stanza della musica con bei dipinti a trompe-l'œil, la grande sala degli stemmi con i blasoni di tutte le famiglie nobili siciliane e due antiche armature, il salone degli specchi (ornato da stucchi), la pinacoteca con quadri neoclassici della scuola di Luca Giordano.
Notevoli il cosiddetto appartamento del vescovo, con splendidi mobili Boulle, riservato esclusivamente all'alto prelato (un membro della famiglia Arezzo nel Settecento) e la improbabile, dal punto di vista cronologico, ma affascinante dal punto di vista della leggenda, stanza da letto della principessa di Navarra.

## Il parco

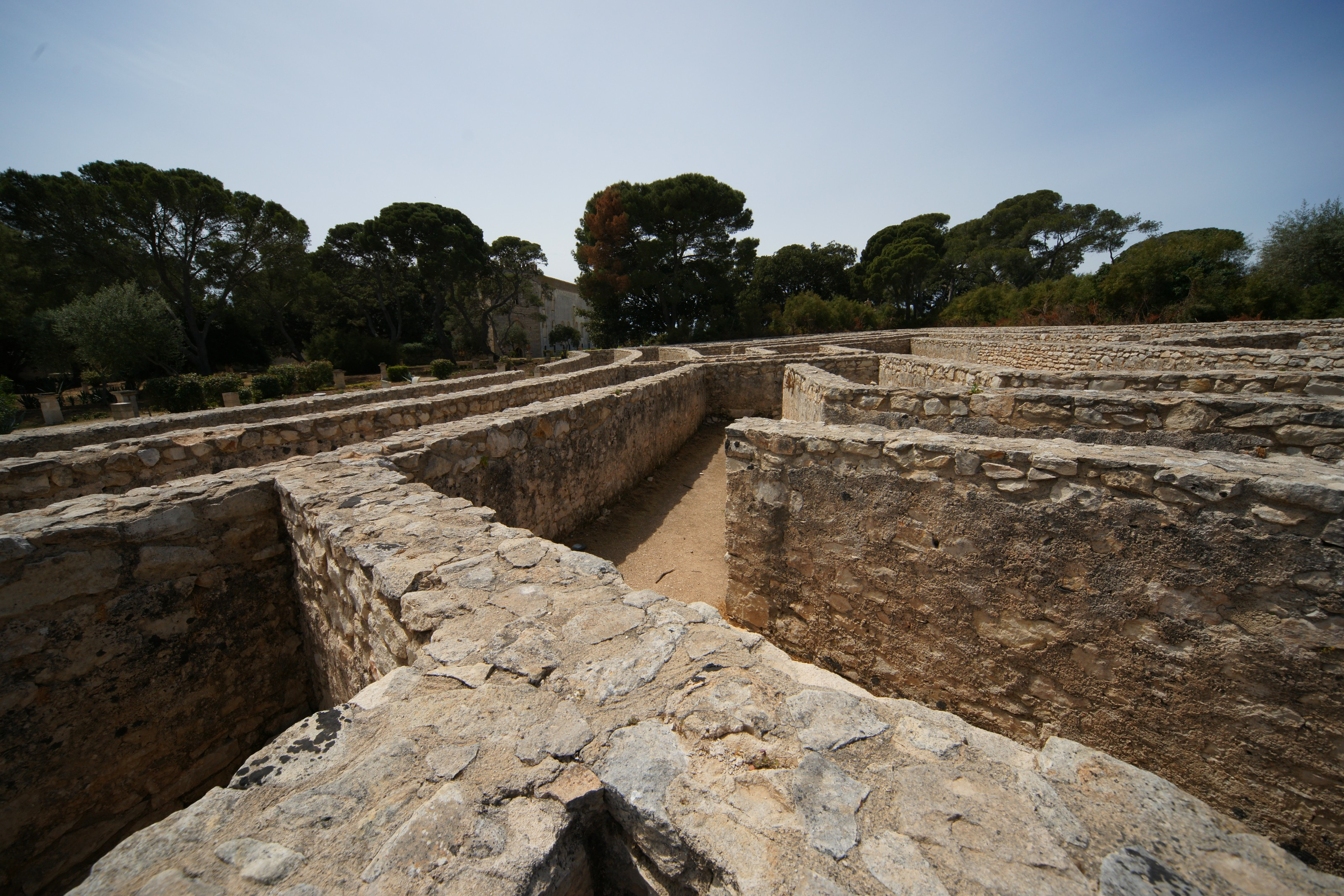
Particolare del labirinto in pietra

Intorno al castello si trova un ampio e monumentale parco di 8 ettari. Contava oltre 1500 specie vegetali e varie "distrazioni" che dovevano allietare e divertire gli ospiti, come il tempietto circolare, la coffee house (per dare ristoro), alcune "grotte" artificiali dotate di finte stalattiti (sotto il tempietto) o il particolare labirinto in pietra costruito nella tipica muratura a secco del ragusano.
Molto particolare è il fatto che nel parco si trovino degli scherzi che il barone ha fatto disporre per allietare le giornate, altrimenti noiose, al castello. Un esempio: su di un sedile è stato posizionato un irrigatore, che entrava in funzione quando un ospite ci si sedeva sopra. Un altro scherzo del barone burlone veniva attivato quando aprivano una particolare cappella posta in fondo al parco - ne usciva un monaco di pezza, spaventando la vittima dello scherzo. Attualmente gli scherzi non sono attivati, ma si sta lavorando per rimetterli in funzione. Inoltre nel parco si trovano delle tombe vuote, il cui scopo leggendario era di spaventare le donzelle: spinte dal terrore della vista di un corpo morto, andavano a rifugiarsi dal barone che era più che felice di consolarle.
Le foglie del grande ficus, che si trova all'entrata del parco del castello di Donnafugata, potevano essere affrancate e spedite come cartoline postali.

### Il labirinto

Pianta del labirinto di Hampton Court, simile a quello di Donnafugata

Tra i vari divertimenti rivolti agli ospiti del Barone, nel parco fu costruito anche un labirinto realizzato con muri a secco, in pietra bianca ragusana e sorvegliato all'ingresso da un soldato di pietra. Il labirinto riproduceva la forma trapezoidale del labirinto inglese di Hampton Court, situato vicino a Londra, che probabilmente il Barone aveva visto durante uno dei suoi vari viaggi. Sui muri del tracciato si stendevano siepi di rose rampicanti che impedivano la vista e impedivano lo scavalcamento delle corsie.

## La stazione

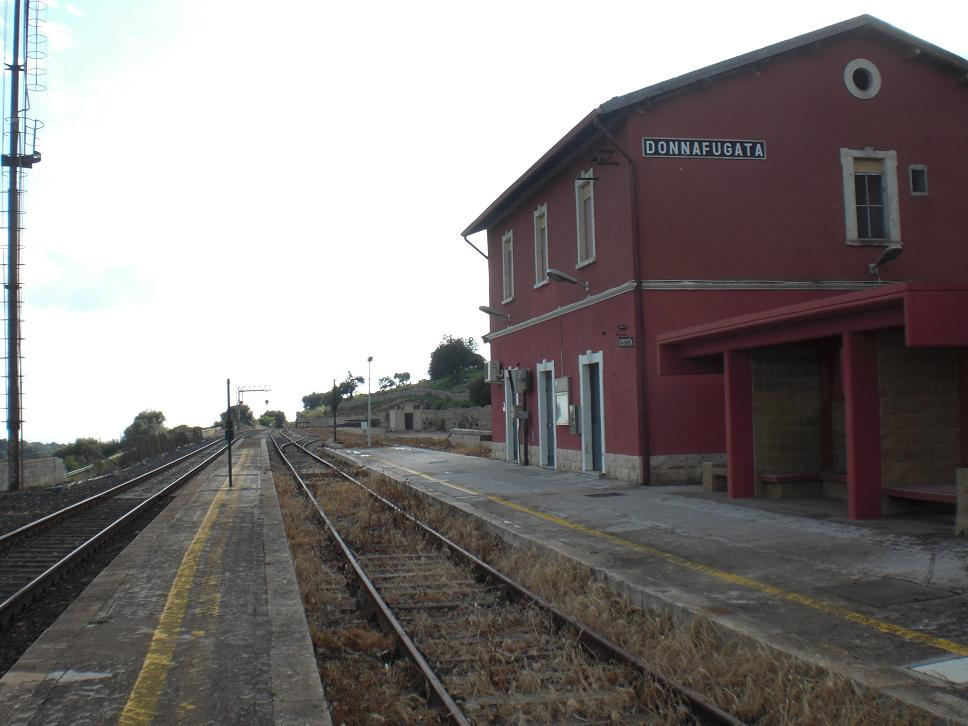
La stazione ferroviaria

Il barone Corrado Arezzo de Spuches di Donnafugata con le sue forti influenze politiche riuscì a far modificare il tracciato della ferrovia nel tratto Ragusa - Comiso in modo da farla passare nelle vicinanze del castello e avere la propria stazione ferroviaria. Data l'importanza turistica i treni regionali tutt'oggi fermano regolarmente alla stazione di Donnafugata che dista meno di 400 m dal castello permettendo, a chi volesse, di raggiungere il sito in una breve passeggiata.

## Set cinematografico
Il castello è stato nel corso degli anni sede di diversi set cinematografici e televisivi. Nella "stanza del biliardo" sono state girate alcune scene del film I Viceré, mentre sulla terrazza e nel parco del castello sono state girate varie scene della serie TV Il commissario Montalbano. È stato anche uno dei set di Kaos (1984) dei fratelli Taviani, de Il racconto dei racconti - Tale of Tales, film di Matteo Garrone del 2015, di La stagione della caccia - C'era una volta Vigata (2019) e del film del duo Ficarra e Picone Andiamo a quel paese.

## Associazione nazionale case della memoria
La prestigiosa dimora è inserita nella lista delle case della memoria che ricordano la presenza di personaggi illustri. Il castello è ricordato per essere stato luogo dove vissero il Barone Corrado Arezzo de Spuches (noto politico, filantropo e cultore delle arti) e il Visconte Combe de Lestrade (diplomatico, storico e sociologo).